# گابریلا گونسیکووا
گابریلا گونسیکووا (به انگلیسی: Gabriela Gunčíková) (زاده ۲۷ ژوئن ۱۹۹۳) خواننده اهل جمهوری چک است.
او در مسابقه آواز یوروویژن ۲۰۱۶ نماینده جمهوری چک بود .